# St.-Salvator-Kirche (Kleinmühlingen)
Die evangelische St.-Salvator-Kirche befindet sich im südlichen Teil von Kleinmühlingen, einem Ortsteil der Gemeinde Bördeland. Sie gehört zum Pfarrbereich Barby im Kirchenkreis Egeln der Evangelischen Kirche in Mitteldeutschland.
In seiner heutigen Form wurde das Kirchengebäude in der zweiten Hälfte des 17. Jahrhunderts aus Bruchsteinen errichtet. Es gab bereits einen Vorgängerbau, über dessen Entstehung es keine Angaben gibt. Von ihm stammt noch der Turm, der auf einem quadratischen Grundriss errichtet wurde. Er trägt wie alle Gebäudeteile ein mit Ziegeln gedecktes Satteldach. Beide Giebelseiten sind mit einem schmalen Rundbogenfenster versehen, diese befinden sich auch darunter auf drei Ebenen. Seine Bruchsteinmauern wurden bei der Renovierung 2010 mit Putz verdeckt. Das langgestreckte Kirchenschiff ist mit großen rundbogigen Fenstern versehen, die auf der Nordseite mit Sandstein eingefasst sind. Auf der Südseite wurde in späterer Zeit ein Sakristeianbau angefügt. 
Vor der Renovierung des Innenraums wurde dieser von einer hölzernen Spitztonnendecke abgeschlossen, die 2012 durch eine Rundtonnendecke ersetzt wurde. Ebenfalls verändert wurde die Empore, die 1965 von zwei Geschossen auf eines reduziert und deren Seiten verkürzt wurden. Auf dem Mittelteil der Empore steht die von der Zörbiger Orgelbaufirma Rühlmann 1897 gebaute Orgel mit 13 Registern auf zwei Manualen und Pedal. In der Kirche befinden sich drei holzgeschnitzte Figuren, die Mose und Johannes der Täufer (beide im Altarraum) und einen triumphierenden Christus (Sakristeianbau) darstellen. 
|  |  |  |